# Danmarks Rige, Folkets Værn
Danmarks Rige, Folkets Værn er en dansk propagandafilm fra 1943 instrueret af Andreas M. Dam efter eget manuskript.

## Handling
Filmen handler om at den danske ungdom kan gør god nytte i hær eller flåde, hvor de vil lære disciplin, ansvar, orden og renlighed.